# Verksamhetsplan
En verksamhetsplan är en skriftlig beskrivning av den planerade verksamheten i en organisation, ofta under ett verksamhetsår. Verksamhetsplanen framställs i allmänhet av styrelsen parallellt med en budget, och följs upp av en verksamhetsberättelse. Föreningslagen har inte krav på vare sig verksamhetsplan eller budget, men de inkluderas vanligtvis i föreningars stadgar.
Verksamhetsplan används av kommunala förvaltningar och bolag för att kontinuerligt utveckla och förbättra sina verksamheter. Planen kopplar den kortsiktiga verksamhetsstyrningen med den långsiktiga visionen och strategin. Nyckeln till planens aktiva fortlevnad är att strategiska nyckeltal kontinuerligt värderas till grund för erfarenhetsåterföring, nulägesanalys och framtidsplanering. Ur verksamhetsplanen kan man ta man fram delmål och handlingsplaner för kortare perioder, till exempel kvartals- eller månadsvis.